# Janina Szabatowska
Janina Kazimiera Szabatowska pseud.: Janka, Bohdanowa (ur. 23 lutego?/7 marca 1899 w Cieszanowie, zm. 9 kwietnia 1977 w Warszawie) – polska harcerka, uczestniczka obrony Lwowa w 1918 roku i II powstania śląskiego; w okresie międzywojennym inż. chemik, pracowniczka Politechniki Lwowskiej; od 1940 roku jako „Janka” w Związku Odwetu (później Kedywie) KG ZWZ-AK w Warszawie, od roku 1943 organizatorka i kierowniczka warszawskich wytwórni materiałów wybuchowych „Farbiarnia” i „Kinga”, w powstaniu warszawskim jako „Bohdanowa” w zgrupowaniu mjr. Stefana Orlewicza w Szefostwie Służby Uzbrojenia Komendy Głównej AK „Leśnictwo”; po wojnie pracowniczka Instytutu Chemii Ogólnej w Warszawie.

## Życiorys
Janina Szabatowska ukończyła szkołę powszechną w Cieszanowie, a następnie klasyczne Prywatne Gimnazjum Żeńskie im. Zofii Strzałkowskiej we Lwowie, gdzie należała do harcerstwa. Po maturze i ukończeniu rocznego kursu w Akademii Handlowej podjęła studia chemiczne na Politechnice Lwowskiej. Uczestniczyła w obronie Lwowa w trakcie wojny polsko-ukraińskiej, potem brała udział w kampanii plebiscytowej w powiecie gliwickim i w II powstaniu śląskim (od lipca 1920 roku do kwietnia 1921 roku). Wróciła do Lwowa, gdzie ukończyła studia z tytułem inżyniera chemika w 1925 roku. Do 1928 roku pracowała w Dublanach jako asystentka w Katedrze Technologii Rolnej Politechniki Lwowskiej, następnie, w latach 1929–1933 pracowała w Naukowej Organizacji Gorzelnictwa we Lwowie. Od 1934 roku do wybuchu wojny kierowała Centralnym Laboratorium Kopalni Pszczyńskich w Kostuchnie koło Katowic.
We wrześniu 1939 roku przebywała we Lwowie, mieszkając u swej siostry Bronisławy. W maju 1940 roku wyjechała do Warszawy, gdzie utrzymywała się ze sprzedaży własnego wyrobu ciast i kosmetyków. We wrześniu 1940 roku rozpoczęła służbę w szefostwie Związku Odwetu Związku Walki Zbrojnej, pod pseudonimem Janka, początkowo jako łączniczka działu łączności wewnętrznej. W latach 1941–1943 służyła jako zastępczyni kpt. dr. Zbigniewa Leliwy-Sujkowskiego, szefa Biura Studiów Środków Walki Sabotażowo-Dywersyjnej ZO KG ZWZ, współpracując z Biurem Badań Technicznych Wydziału Saperów. Objęła funkcję kierowniczki łączności zewnętrznej Związku Odwetu, współpracując z Wandą Nowicką-Mech „Różą” i Cecylią Tomaszewską-Stokłosińską „Krystyną”, kolejnymi kierowniczkami działów łączności oraz zaopatrzenia i transportu ZO w Wydziale Saperów KG ZWZ.
W lutym 1943 roku, na polecenie komendanta ZO i szefa Wydziału Saperów w Oddziale III KG ZWZ-AK płk. Franciszka Niepokólczyckiego „Teodora”, „Janka” zorganizowała i kierowała wytwórniami materiałów wybuchowych w Warszawie. Na wiosnę ruszyła pierwsza z nich – „Farbiarnia” przy ul. Krochmalnej. Pracowało w niej kilkanaście osób, i wytworzono tam w 1943 roku 27 ton szedytu. Następnie zorganizowała Wytwórnię Materiałów Wybuchowych „Kinga” przy ul. Solec 103, w której produkowano amonit. Kierowała tą wytwórnią do listopada 1943 roku. Następnie, wiosną 1944 roku, „Janka”, ponownie na polecenie „Teodora”, uruchomiła produkcję azotanu amonu, uruchomiła nowe zakłady produkcyjne przy ul. Komitetowej i przy rogu ulic Wolskiej i Płockiej. W lokalu kontaktowym przy ul. Radnej, w którym mieszkała,  produkowała tzw. smółki powodujące korozje metali, przeznaczone dla niemieckich fabryk.
Gdy po wybuchu powstania warszawskiego okazało się, że jest odcięta od swoich wytwórni, „Janka” zgłosiła się do zgrupowania mjr. Stefana Orlewicza „Podoskiego”, gdzie przybrała pseudonim „Bohdanowa”. Została przydzielona do oddziału produkującego materiały wybuchowe przy ul. Kruczej. Po pewnym czasie został on przeniesiony do gmachu Biblioteki Publicznej przy ul. Koszykowej. Po upadku powstania wyszła z ludnością cywilną. Trafiła do Krakowa, następnie do Rabki. 
Wiosną 1945 roku Janina Szabatowska udała się na Śląsk, gdzie uzyskała koncesję na tymczasowe zabezpieczenie fabryki spożywczej w Bytomiu. W październiku tego roku wydzierżawiła tę fabrykę i przekształciła ją w Laboratorium Chemiczno-Kosmetyczne „Solly”. Będąc udziałowcem spółki powstałej w celu zarządzania laboratorium, kierowała jego produkcją do czasu likwidacji fabryki w 1948 roku. Wyjechała wtedy do Warszawy, gdzie w styczniu 1949 roku podjęła pracę w Głównym Instytucie Chemii Przemysłowej (w 1951 roku przekształconym w Instytut Chemii Ogólnej) na stanowisku kierownika sprawozdawczości w dziale planowania, od 1953 roku – w dziale dokumentacji i informacji naukowo-technicznej, a od 1961 roku – na stanowisku adiunkta. Napisała dwa artykuły, poświęcone tragicznym wydarzeniom w „Kindze”.

## Awanse
- porucznik[3]

## Odznaczenia
- Krzyż Srebrny Orderu Wojennego Virtuti Militari – nadanie zostało zweryfikowane przez Kapitułę Londyńską z numerem krzyża 12541 oraz przez GKWO przy ZG ZBoWiD w 1964 roku z numerem legitymacji DK-0103/W.
- Krzyż Walecznych
- Srebrny Krzyż Zasługi z Mieczami[2]

## Życie rodzinne
Janina Szabatowska urodziła się w rodzinie oficera austriackiego Piotra Szabatowskiego i Barbary Marii z domu Żdan. 
Jej starsza siostra Bronisława, późniejsza żona Bolesława Wysłoucha była szefem łączności Komendy Okręgu ZWZ Lwów, więźniarką NKWD, a później pułkownikiem Polskich Sił Zbrojnych, inspektorem Pomocniczej Służby Kobiet przy 2. Korpusie Polskim, żołnierzem Służby Zwycięstwu Polski, Związku Walki Zbrojnej, Armii Krajowej, łączniczką Komendanta ZWZ-AK gen. Leopolda Okulickiego, również odznaczona krzyżem Virtuti Militari.
Jej brat Konrad był członkiem Tajnej Organizacji Wojskowej w Cieszanowie, ranny w obronie Lwowa w 1919 roku, kapral w wojnie polsko-bolszewickiej.
Janina Szabatowska nie założyła rodziny. Zmarła 9 kwietnia 1977 w Warszawie, pochowana w grobie rodzinnym na cmentarzu Wojskowym na Powązkach. 